# Akreditační komise
Akreditační komise (AK) zřízená podle českého vysokoškolského zákona byla nezávislým kolektivním státním orgánem o 21 členech, který měl za úkol pečovat o kvalitu vysokoškolského vzdělávání a posuzovat jak vzdělávací, tak vědeckou, výzkumnou a vývojovou, stejně jako uměleckou nebo jinou tvůrčí činnost českých vysokých škol. Zřízena byla v roce 1990 (zákonem č. 172/1990 Sb., o vysokých školách, později zákonem č. 111/1998 Sb., o vysokých školách). Zákon o vysokých školách také upravoval její postavení a pravomoci (zejména § 83–85). Materiálně a finančně její činnost zajišťovalo Ministerstvo školství, mládeže a tělovýchovy České republiky (MŠMT). Oficiálně AK ukončila svou činnost 31. srpna 2016.
Akreditační komise získala pozornost širší veřejnosti zejména v souvislosti s rozhodným postojem v kauzách plzeňské právnické fakulty. Mnozí experti však dlouhodobě upozorňovali na to, že se model akreditací zavedený vysokoškolským zákonem z roku 1998 překonal. Poukazováno bylo především na nedostatečnou kapacitu grémia pro posuzování žádostí o akreditace jednotlivých studijních oborů, kterých bylo v době největšího kvantitativního rozmachu vysokého školství v České republice okolo 8 tisíc. Kritika zaznívala na adresu AK rovněž kvůli vágně vymezeným standardům pro akreditace, netransparentní činnosti stálých pracovních skupin i kvůli některým nezamýšleným dopadům celého systému (vysoká administrativní zátěž, omezování žádoucí rozmanitosti forem vysokoškolského vzdělávání). V roce 2016 byla proto v souvislosti s novelizací vysokoškolského zákona v rámci reformy vysokého školství v ČR nahrazena Národním akreditačním úřadem pro vysoké školství. Poslední zasedání Akreditační komise se odehrálo 13.–15. června 2016.

## Členové
Členy Akreditační komise po doporučení a projednání s reprezentacemi vysokých škol (Rada vysokých škol, Česká konference rektorů), Radou pro výzkum, vývoj a inovace a Akademií věd na návrh ministra školství, mládeže a tělovýchovy jmenovala vláda. Jmenováni byli na funkční období 6 let, maximálně dvakrát, přičemž každé 2 roky byla jmenována třetina z nich.
Jejich funkce byla neslučitelná s funkcí rektora, prorektora nebo děkana, při jejím výkonu konali v obecném zájmu a byli zcela nezávislí, odvoláni mohli být jen pro dlouhodobou neúčast na práci Akreditační komise nebo na vlastní žádost.

### Předsedové
- prof. Jaroslav Kurzweil (1990–2000)
- prof. Miroslav Liška (2000–2006)
- prof. Vladimíra Dvořáková (2006–2016)

### Členové
- prof. PhDr. Vladimíra Dvořáková, CSc. (předsedkyně)
- prof. Ing. Jan Roda, CSc. (místopředseda)
- prof. Ing. Josef Arlt, CSc.
- prof. PhDr. Jana Geršlová, CSc.
- prof. Dr. MA Ing. Július Horváth, Ph.D.
- prof. RNDr. Pavel Höschl, DrSc.
- doc. Mgr. Ing. Karel Chadt, CSc.
- prof. PhDr. Petr Kyloušek, CSc.
- prof. JUDr. Hana Marková, CSc.
- doc. Françoise Mayer, Ph.D.
- prof. PhDr. Svatava Raková, CSc.
- prof. Ing. Jaroslav Petr, DrSc.
- prof. Ing. Jindřich Petruška, CSc.
- prof. Ctirad Pospíšil, Th.D. OFM
- prof. RNDr. František Sehnal, CSc.
- prof. PhDr. Lubomír Slavíček, CSc.
- prof. PaedDr. Iva Stuchlíková, CSc.
- doc. MUDr. Bohuslav Svoboda, CSc.
- doc. RNDr. Jiří Tůma, DrSc.
- prof. Ing. Ivan Uhlíř, DrSc.
- prof. Ing. Zdeněk Vintr, CSc.

## Činnost
Pro výkon svých úkolů si komise zřizovala pro různé typy studijních programů tzv. stálé pracovní skupiny. Jejich činnost, stejně jako činnost celé Akreditační komise upravoval statut, schvalovaný vládou.
Komise především hodnotila vysoké školy a jejich činnost a výsledky hodnocení zveřejňovala. Kromě toho pro MŠMT vydávala stanoviska v dalších záležitostech vysokoškolského vzdělávání:
- k žádostem o akreditaci studijních programů – závazné stanovisko[7]
- k žádostem o oprávnění konat habilitační řízení a řízení ke jmenování profesorem – závazné stanovisko[8]
- ke zřízení, sloučení, splynutí, rozdělení nebo zrušení fakulty veřejné vysoké školy – nezávazné stanovisko[9]
- k udělení státního souhlasu pro právnickou osobu, která chce působit jako soukromá vysoká škola – závazné stanovisko[10]
- k určení typu vysoké školy – závazné stanovisko[11]

Při zjištění běžných nedostatků doporučovala dané vysoké škole, aby zjednala nápravu, pokud by ale šlo o nedostatky závažné, mohla MŠMT navrhnout:
1. omezení akreditace spočívající v zákazu přijímat nové studenty,
2. pozastavení akreditace spočívající v zákazu konat státní zkoušky a přiznávat akademické tituly,
3. odnětí akreditace.